# 감마 글로불린

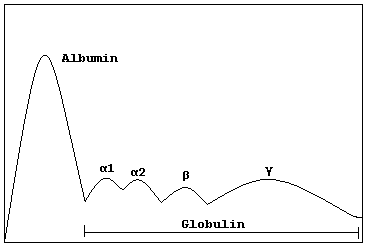
단백질 전기 영동의 개략도

감마 글로불린(γ-globulins)은 혈청 단백질 전기 영동 후, 위치로 식별되는 글로불린의 한 종류이다. 가장 중요한 감마 글로불린은 면역 글로불린(항체)이지만 일부 면역 글로불린은 감마 글로불린이 아니며 일부 감마 글로불린은 면역 글로불린이 아니다.lgA,lgD,lgE,lgG,lgM종류가 있다. 

## 치료 목적으로의 사용
일반적으로 감마 글로불린 주사는 질병에 대한 환자의 면역력을 일시적으로 향상시키기 위해 제공된다. 골수 및 림프선 세포에서 유래된 물질이기 때문에 감마 글로불린 주사는 수혈 및 정맥 내 약물 사용과 함께 C형 간염을 수혜자에게 감염시킬 수 있다. 1989년에 C형 간염이 확인되면, 혈액 은행은 혈액에 바이러스가 있는지 모든 헌혈자를 대상으로 선별하기 시작했다. 그러나 C형 간염은 적어도 1940년대 이래로 존재 한 것으로 알려져 있기 때문에 1990년대 초 이전에 받은 감마 글로불린 주사는 수혜자에게 C형 간염이 감염 될 위험이 있었다. 
가장 일반적으로 주사는 A형 간염 또는 홍역에 노출 된 환자 또는 혈액의 유형 또는 조직 일치와 상관없이 신장 기증자와 수용자를 양립시키기 위해 사용된다. 또한 주사는 X 연관된 감마 글로불린 혈증 및 고IgM 증후군과 같은 면역결핍으로 인해 자연적으로 감마 글로불린을 생성 할 수 없는 환자의 면역력을 높이기 위해 사용된다. 
또한 감마 글로불린 주사는 혈소판이 항체에 의해 공격되어 혈소판 수가 낮아지는 특발성 혈소판 감소증 자반증(ITP)과 같은 일부 면역학적 질병을 치료하는 데 사용된다. 감마 글로불린은 비장이 항체 표시된 혈소판을 무시하게 하여 생존하고 기능할 수 있게 한다. 
만성피로증후군 환자에서 감마 글로불린에 대한 최근의 임상 시험은 눈에 띄는 이점이 없었다. 이 치료의 성공 여부는 불확실하다.     
자가 면역 질환에서 감마 글로불린 투여가 어떻게 작동하는지에 대한 또 다른 이론은 감마 글로불린을 분해하는 메커니즘을 과부하시키는 것이다. 분해 메커니즘에 과부하가 걸리면 해로운 감마 글로불린이 혈청에서 수명이 절반으로 짧아진다. 
정맥 면역 글로불린(IVIG)은 가와사키병에 사용될 수 있다. 
정맥성 감마 글로불린은 2004년 FDA 승인을 받았으며, 신장 기능 장애가 있는 환자의 항체를 줄여 혈액형이 다른 기증자(ABO 호환 불가) 또는 수용할 수 없는 조직과 일치하는 사람의 신장을 수용할 수 있다. 로스앤젤레스 Cedars-Sinai Medical Center의 Stanley Jordan이 치료를 개발했다.

## 병리학
감마 글로불린의 과잉은 고감마 글로불린 혈증으로 알려져 있고, 결핍은 저감마 글로불린 혈증으로 알려져 있다. 
감마 글로불린과 관련된 질병을 감마 병증이라고 한다. 